# Карні (Оклахома)
Карні (англ. Carney) — місто (англ. town) в США, в окрузі Лінкольн штату Оклахома. Населення — 545 осіб (2020).

## Географія
Карні розташоване за координатами 35°48′21″ пн. ш. 97°0′56″ зх. д. / 35.80583° пн. ш. 97.01556° зх. д. (35.805907, -97.015542).  За даними Бюро перепису населення США в 2010 році місто мало площу 4,54 км², з яких 4,49 км² — суходіл та 0,05 км² — водойми.

## Демографія
Згідно з переписом 2010 року, у місті мешкало 647 осіб у 248 домогосподарствах у складі 181 родини. Густота населення становила 142 особи/км².  Було 289 помешкань (64/км²).
Расовий склад населення:
| - 82,2 % — білих - 7,7 % — корінних американців - 0,6 % — чорних або афроамериканців |

До двох чи більше рас належало 9,0 %. Частка іспаномовних становила 0,9 % від усіх жителів.
За віковим діапазоном населення розподілялося таким чином: 26,0 % — особи молодші 18 років, 58,9 % — особи у віці 18—64 років, 15,1 % — особи у віці 65 років та старші. Медіана віку мешканця становила 39,5 року. На 100 осіб жіночої статі у місті припадало 84,9 чоловіків;  на 100 жінок у віці від 18 років та старших — 83,5 чоловіків також старших 18 років.
Середній дохід на одне домашнє господарство  становив 45 109 доларів США (медіана — 41 250), а середній дохід на одну сім'ю — 52 630 доларів (медіана — 47 750). За межею бідності перебувало 28,3 % осіб, у тому числі 50,9 % дітей у віці до 18 років та 13,5 % осіб у віці 65 років та старших.
Цивільне працевлаштоване населення становило 227 осіб. Основні галузі зайнятості: роздрібна торгівля — 22,0 %, виробництво — 11,5 %, освіта, охорона здоров'я та соціальна допомога — 11,5 %.